# Biblioteca Mestre Martí Tauler
La Biblioteca Mestre Martí Tauler és una biblioteca pública del municipi de Rubí (Vallès Occidental), inaugurada el 30 de gener de 2010, que forma part de la Xarxa de Biblioteques Municipals de la Diputació de Barcelona i del Grup de Biblioteques Catalanes Associades a la UNESCO.
La reforma de l'edifici feta pel arquitectes Màrius Quintana i Pau Sierra, disposa de 4.971 m² de superfície útil, dividits en quatre plantes i està ubicat en el solar de l'antiga fàbrica metal·lúrgica «La Josa». La biblioteca fou inaugurada pel llavors president de la Generalitat de Catalunya, José Montilla, el llavors president de la Diputació de Barcelona, Antoni Fogué i Moya, i l'alcaldessa de Rubí Carme García Lores. El dia de la seva inauguració fou considerada la segona biblioteca pública més gran de Catalunya.
Els precedents de l'actual biblioteca es troben als anys cinquanta quan l'alcalde Josep Fortino va fer construir a l'antiga Fonda de Cal Sabateret un edifici on albergar la biblioteca popular de Rubí i altres serveis culturals. Aquesta es va fer a partir d'un acord amb l'industrial tèxtil Pich i Aguilera i la Diputació de Barcelona, que era l'encarregada de gestionar la xarxa de biblioteques populars de Catalunya. Va ser inaugurada el 29 de juny de l'any 1953, dia de la festa major local de Sant Pere. La biblioteca comptava aleshores amb 4.000 volums cedits per la Diputació de Barcelona.
L'any 2020 fou habilitada com a punt d'informació turística del Vallès Occidental, per tal de col·laborar en la difusió de propostes per al descobrimient de l'entorn natural, el patrimoni i la gastronomia de la comarca.